# カナダファシスト連合
カナダファシスト連合（カナダファシストれんごう、英語: Canadian Union of Fascists、略称：CUF）は、1930年代に存在した、カナダのウィニペグを拠点としたファシストによる政党。当初の名称はイギリス帝国ファシスト連合（英語: British Empire Union of Fascists）。単にカナダファシスト党（英語: Canadian Fascist Party）とも呼ばれる。

## 概要
この党は、国家統一党（National Unity Party、後のカナダ国家社会主義党）から分裂したグループを中核として結成された。国家統一党は広く人種的な動機を持っていたが、この党はコーポラティズムの原則をより重要と位置づけた。この性質は「反ユダヤ主義はドイツの特徴であり、ファシズムの特徴では無い」との公式ステートメントにより強調された。
この党は「イギリス帝国ファシスト連合」として設立され、イギリスファシスト連合と提携したが、後に「カナダファシスト連合」や、略称で「カナダ連合」と呼ばれるようになった。機関紙は『サンダーボルト』」 (The Thunderbolt) である。党の指導者はチャック・クレイトで、17歳にして指導者となった。彼はイギリスファシスト連合と連絡をとり、相互に連絡し合った。トロントのジョン・ロス・テイラーが党の書記および組織者となった。
この党は、運営上の一方で支持獲得に困難な時期を経験した。実際にその主要な原因は、ファシズムを支持した大半のカナダ人は、エイドリエン・アーカンドなどが信奉したように、ファシズムとは人種差別主義者の商標だと学習したことであった。最初の党大会は約200名が出席した。この党とアーカンドの間の差異は党の存続期間の間続いた。政府がカナダのファシスト党の対処をする前に、カナダファシスト連合とアーカンドのグループは、トロントで同時に大会を開催した。アーカンドのグループは「国家連合」 (National Union) の名称で約4000を集めたが、カナダファシスト連合はわずか30名のローカルな聴衆しか集められなかった。
第二次世界大戦が勃発すると、この党は解散した。党は党員に、法には従い、しかし和平交渉のために働くようにと話した。
この党は公式には人種差別主義や反ユダヤ主義を主張しなかったが、密接に連携したアーカンドの国家統一党は公然と人種差別主義と反ユダヤ主義であった。